# San Cristóbal de Cuéllar
San Cristóbal de Cuéllar is een gemeente in de Spaanse provincie Segovia in de regio Castilië en León met een oppervlakte van 14,76 km². San Cristóbal de Cuéllar telt 160 inwoners (1 januari 2016).

## Demografische ontwikkeling
Bron: INE, 1857-2011: volkstellingen